# Laurel Korholz
Laurel Korholz (Nueva York, 10 de junio de 1970) es una deportista estadounidense que compitió en remo.
Participó en tres Juegos Olímpicos de Verano, obteniendo una medalla de plata en Atenas 2004, en la prueba de ocho con timonel, el cuarto lugar en Atlanta 1996 (ocho con timonel) y el quinto en Sídney 2000 (cuatro scull).
Ganó dos medallas en el Campeonato Mundial de Remo, en los años 1994 y 1995.

## Palmarés internacional
| Juegos Olímpicos   | Juegos Olímpicos              | Juegos Olímpicos | Juegos Olímpicos |
| Año                | Lugar                         | Medalla          | Prueba           |
| ------------------ | ----------------------------- | ---------------- | ---------------- |
| 2004               | Atenas (Grecia)               | Medalla de plata | Ocho con timonel |
| Campeonato Mundial |                               |                  |                  |
| Año                | Lugar                         | Medalla          | Prueba           |
| 1994               | Indianápolis (Estados Unidos) | Medalla de plata | Ocho con timonel |
| 1995               | Tampere (Finlandia)           | Medalla de oro   | Ocho con timonel |